# Doppelkreis

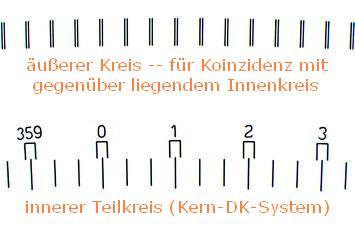
Konzentrischer Doppelkreis der Kern-DK-Theodolite

Der Doppelkreis ist eine Neuerung im geodätischen Instrumentenbau, die um 1935 beim schweizerischen Unternehmen Kern Aarau vom Erfinder und Konstrukteur Heinrich Wild eingeführt wurde.
Die Teilkreise der neuen Theodolit-Baureihe DK (für Doppelkreis) erhielten eine zweite, am Rand der Glaskreise konzentrisch angebrachte Teilung (geritzt, später geätzt, heute mittels Computer-aided manufacturing gefertigt). Ihr Zweck ist ein zweifacher:
- eine rasche, aber genauere Kreisablesung durch optische Koinzidenz, indem jeweils zwei gegenüberliegende Stellen des Teilkreises aufeinander abgebildet und in die Ablesemikroskope gespiegelt werden
- geringerer Einfluss von unvermeidlichen, kleinen Exzentrizitäten der Kreise.

Erstmals wurde die neue Bauart im Miniatur-Theodolit DKM1 (für Doppelkreis-Mikrometer) und im Sekundentheodolit DKM2 realisiert; seit den 1960er Jahren entstand auf Basis dieses Prinzips die an Genauigkeit bis heute unübertroffene Baureihe des DKM2-A sowie des DKM3 und DKM3-A (das beigefügte A bedeutet die astrogeodätische Anwendbarkeit durch eine spezielle Fernrohrkonstruktion).
Andere Hersteller (Wild-Heerbrugg, Zeiss, Topcon usw.) haben ähnliche Kreisteilungen entwickelt, die Auslesung aber etwas früher als Kern automatisiert. Heute sind sowohl Kern als auch Wild Teile des Leica-Konzerns.